# Summer World University Games 2021/Leichtathletik
Die Leichtathletik-Wettbewerbe der Summer World University Games 2021 fanden vom 1. bis zum 6. August 2023 im Shuangliu Sports Centre Stadium statt.

## Ergebnisse Männer

### 100 m
| Platz | Athlet            | Land | Zeit (s) |
| ----- | ----------------- | ---- | -------- |
| 1     | Kadrian Goldson   | JAM  | 10,04    |
| 2     | Shaun Maswanganyi | RSA  | 10,06    |
| 3     | Chen Guanfeng     | CHN  | 10,17    |
| 4     | Lin Yu-sian       | TPE  | 10,24 PB |
| 5     | Mateusz Siuda     | POL  | 10,24 PB |
| 6     | Felix Frühn       | GER  | 10,25 PB |
| 6     | Kayhan Özer       | TUR  | 10,25 SB |
| 8     | Deng Zhijian      | CHN  | 10,28    |

Finale: 2. August
Wind: +1,2 m/s

### 200 m
| Platz | Athlet          | Land | Zeit (s) |
| ----- | --------------- | ---- | -------- |
| 1     | Tsebo Matsoso   | RSA  | 20,36    |
| 2     | Yūdai Nishi     | JPN  | 20,46    |
| 3     | Amlan Borgohain | IND  | 20,55 SB |
| 4     | Ján Volko       | SVK  | 20,66    |
| 5     | Yan Haibin      | CHN  | 20,67    |
| 6     | Wu Yen-ming     | TPE  | 20,70    |
| 7     | Andrea Federici | ITA  | 20,79    |
| 8     | Aoi Inage       | JPN  | 21,10    |

Finale: 4. August
Wind: +0,5 m/s

### 400 m
| Platz | Athlet             | Land | Zeit (s)    |
| ----- | ------------------ | ---- | ----------- |
| 1     | João Coelho        | POR  | 44,79 CR NR |
| 2     | Reece Holder       | AUS  | 44,79       |
| 3     | Mihai Dringo       | ROU  | 45,27 NR    |
| 4     | Naohiro Jinushi    | JPN  | 45,58 PB    |
| 5     | Mateusz Rzeźniczak | POL  | 45,82 PB    |
| 6     | Nhlanhla Maseko    | RSA  | 46,12 PB    |
| 7     | Umar Osman         | MAS  | 46,41       |
| 8     | Kenki Imaizumi     | JPN  | 47,18       |

Finale: 3. August

### 800 m
| Platz | Athlet                  | Land | Zeit (min) |
| ----- | ----------------------- | ---- | ---------- |
| 1     | Maciej Wyderka          | POL  | 1:49,09    |
| 2     | Corentin Le Clezio      | FRA  | 1:49,17    |
| 3     | Oussama Cherrad         | ALG  | 1:49,23    |
| 3     | Zine el-Abidine Lagoune | ALG  | 1:49,23    |
| 5     | Robin Oester            | SUI  | 1:49,51    |
| 6     | Alexandre Selles        | FRA  | 1:49,65    |
| 7     | Luis Oberbeck           | GER  | 1:49,80    |
| 8     | Jack Lunn               | AUS  | 1:49,92    |

Finale: 6. August

### 1500 m
| Platz | Athlet              | Land | Zeit (min) |
| ----- | ------------------- | ---- | ---------- |
| 1     | Benoît Campion      | FRA  | 3:38,61    |
| 2     | Oussama Cherrad     | ALG  | 3:40,64    |
| 3     | Jerwand Mkrttschjan | ARM  | 3:40,68    |
| 4     | Emmanuel Otim       | UGA  | 3:41,32 SB |
| 5     | Nuno Pereira        | POR  | 3:41,56    |
| 6     | Marcel Tobler       | AUT  | 3:41,64    |
| 7     | Liu Dezhu           | CHN  | 3:42,55    |
| 8     | Leo Magnusson       | SWE  | 3:42,65    |

Finale: 3. August

### 5000 m
| Platz | Athlet                  | Land | Zeit (min)  |
| ----- | ----------------------- | ---- | ----------- |
| 1     | Simon Bédard            | FRA  | 14:14,10    |
| 2     | Taiyō Yasuhara          | JPN  | 14:14,15    |
| 3     | Nursultan Kengeschbekow | KGZ  | 14:15,33 SB |
| 4     | Shōtarō Ishihara        | JPN  | 14:16,43    |
| 5     | Said Ameri              | ALG  | 14:20,01    |
| 6     | Omar Seraich            | ALG  | 14:21,13 PB |
| 7     | Eemil Helander          | FIN  | 14:21,80    |
| 8     | Julien Rebeck           | FRA  | 14:22,33    |

Finale: 6. August

### 10.000 m
| Platz | Athlet                  | Land | Zeit (min) |
| ----- | ----------------------- | ---- | ---------- |
| 1     | Dismas Yeko             | UGA  | 28:59,25   |
| 2     | Sezgin Ataç             | TUR  | 29:06,62   |
| 3     | Yuito Yamamoto          | JPN  | 29:22,95   |
| 4     | Kelvin Kimtai Chepsigor | KEN  | 29:36,99   |
| 5     | Chen Tianyu             | CHN  | 29:43,44   |
| 6     | Ömer Amaçtan            | TUR  | 29:51,09   |
| 7     | Ayetullah Aslanhan      | TUR  | 30:09,86   |
| 8     | Chen Zhongping          | CHN  | 30:10,74   |

Finale: 2. August

### Halbmarathon
| Platz | Athlet             | Land | Zeit (h) |
| ----- | ------------------ | ---- | -------- |
| 1     | Sezgin Ataç        | TUR  | 1:04:36  |
| 2     | Ayetullah Aslanhan | TUR  | 1:04:37  |
| 3     | Yang Kegu          | CHN  | 1:04:48  |
| 4     | Reishi Yoshida     | JPN  | 1:05:00  |
| 5     | Ömer Amaçtan       | TUR  | 1:05:18  |
| 6     | Kōtarō Shinohara   | JPN  | 1:05:39  |
| 7     | Leonid Latsepov    | EST  | 1:06:05  |
| 8     | Isaac Chelimo      | UGA  | 1:06:10  |

6. August

### Halbmarathon Teamwertung
| Platz | Land                | Athleten                                                                                    | Zeit (h) |
| ----- | ------------------- | ------------------------------------------------------------------------------------------- | -------- |
| 1     | Türkei              | Sezgin Ataç – 1:04:36 (1.) Ayetullah Aslanhan – 1:04:37 (2.) Omer Amactan – 1:05:18 (5.)    | 3:14:31  |
| 2     | Volksrepublik China | Yang Kegu – 1:04:48 (3.) Ma Rui – 1:06:11 (8.) Ma Yujie – 1:06:14 (10.)                     | 3:17:12  |
| 3     | Japan               | Reishi Yoshida – 1:05:00 (4.) Kōtarō Shinohara – 1:05:39 (6.) Rei Matsunaga – 1:06:39 (11.) | 3:17:18  |
| 4     | Uganda              | Isaac Chelimo – 1:06:10 (7.) Sam Cheptegei – 1:06:13 (9.) Brian Wangwe – 1:07:33 (14.)      | 3:19:56  |
| 5     | Südafrika           | Collins Kgadima – 1:07:27 (12.) Chris Mhlanga – 1:07:32 (13.) Serame Gumede – 1:14:53 (23.) | 3:29:52  |
| 6     | Südkorea            | Shin Yongmin – 1:07:42 (16.) Lee Joonsu – 1:09:24 (18.) Cho Minhyeok – 1:17:56 (24.)        | 3:35:02  |

### 20 km Gehen
| Platz | Athlet           | Land | Zeit (h) |
| ----- | ---------------- | ---- | -------- |
| 1     | Salih Korkmaz    | TUR  | 1:23:40  |
| 2     | Qian Haifeng     | CHN  | 1:24:40  |
| 3     | Haruki Manju     | JPN  | 1:25:32  |
| 4     | Cui Lihong       | CHN  | 1:26:16  |
| 5     | Kazuhiro Tateiwa | JPN  | 1:26:40  |
| 6     | Li Yandong       | CHN  | 1:27:58  |
| 7     | Dominik Černý    | SVK  | 1:28:38  |
| 8     | Kento Yoshikawa  | JPN  | 1:29:06  |

5. August

### 20 km Gehen Teamwertung
| Platz | Land                | Athleten                                                                                    | Zeit (h) |
| ----- | ------------------- | ------------------------------------------------------------------------------------------- | -------- |
| 1     | Volksrepublik China | Qian Haifeng – 1:24:40 (1.) Cui Lihong – 1:26:16 (3.) Li Yandong – 1:27:58 (5.)             | 4:18:54  |
| 2     | Japan               | Haruki Manju – 1:25:32 (2.) Kazuhiro Tateiwa – 1:26:40 (4.) Kento Yoshikawa – 1:29:06 (6.)  | 4:21:18  |
| 3     | Australien          | Will Thompson – 1:29:24 (7.) Mitchell Baker – 1:30:10 (9.) Dylan Richardson – 1:33:19 (10.) | 4:32:52  |

### 110 m Hürden
| Platz | Athlet                 | Land | Zeit (s) |
| ----- | ---------------------- | ---- | -------- |
| 1     | Ken Toyoda             | JPN  | 13,40    |
| 2     | Ning Xiaohan           | CHN  | 13,44 PB |
| 3     | Krzysztof Kiljan       | POL  | 13,55    |
| 4     | Mikdat Sevler          | TUR  | 13,62    |
| 5     | Filip Jakob Demšar     | SLO  | 13,63    |
| 5     | Dawid Jefremow         | KAZ  | 13,63    |
| 7     | Natthaphon Dansungnoen | THA  | 13,71    |
| 8     | Takumi Miyazaki        | JPN  | 13,83    |

Finale: 5. August
Wind: −0,2 m/s

### 400 m Hürden
| Platz | Athlet                | Land | Zeit (s) |
| ----- | --------------------- | ---- | -------- |
| 1     | Peng Ming-yang        | TPE  | 48,62 NR |
| 2     | İsmail Nezir          | TUR  | 48,72 PB |
| 3     | Xie Zhiyu             | CHN  | 48,78 NR |
| 4     | Berke Akçam           | TUR  | 48,93    |
| 5     | Gabriele Montefalcone | ITA  | 49,36    |
| 6     | Mahdi Pirjahan        | IRI  | 49,53    |
| 7     | Krzysztof Hołub       | POL  | 50,04    |
|       | Lindukuhle Gora       | RSA  | DSQ      |

Finale: 4. August

### 3000 m Hindernis
| Platz | Athlet            | Land | Zeit (min) |
| ----- | ----------------- | ---- | ---------- |
| 1     | Jens Mergenthaler | GER  | 8:38,42    |
| 2     | Nick Jäger        | GER  | 8:40,53    |
| 3     | Atsushi Shobu     | JPN  | 8:40,84    |
| 4     | Damián Vích       | CZE  | 8:41,50    |
| 5     | Omar Seraich      | ALG  | 8:43,63    |
| 6     | Baptiste Guyon    | FRA  | 8:47,19    |
| 7     | Loris Pellaz      | SUI  | 8:49,06 PB |
| 8     | Liam Cashin       | AUS  | 8:55,38    |

Finale: 3. August

### 4 × 100 m Staffel
| Platz | Land                | Athleten                                                                              | Zeit (s) |
| ----- | ------------------- | ------------------------------------------------------------------------------------- | -------- |
| 1     | Volksrepublik China | Chen Jiapeng Chen Guanfeng Yan Haibin Deng Zhijian im Vorlauf außerdem: Sui Gaofei    | 38,80    |
| 2     | Thailand            | Natawat Iamudom Soraoat Dapbang Chayut Khongprasit Thawatchai Himaiad                 | 38,80    |
| 3     | Südafrika           | Thembo John Monareng Tsebo Matsoso Eckhart Potgieter Shaun Maswanganyi                | 38,83    |
| 4     | Chinesisch Taipeh   | Sung Yueh-chun Chen Wen-pu Wei Tai-sheng Lin Yu-sian im Vorlauf außerdem: Wu Yen-ming | 38,86    |
| 5     | Japan               | Takumi Miyazaki Aoi Inage Shōta Nakamura Yūdai Nishi im Vorlauf außerdem: Naoki Inoue | 38,92    |
| 6     | Polen               | Łukasz Żak Łukasz Żok Patryk Wykrota Mateusz Siuda im Vorlauf außerdem: Adam Łukomski | 38,96    |
| 7     | Türkei              | Ertan Özkan Kayhan Özer Batuhan Altıntaş Mustafa Kemal Ay                             | 39,69    |
| 8     | Vereinigte Staaten  | James Williamson Joseph Taylor Keishon Franklin Jaylan Washington                     | 39,90    |

Finale: 6. August

### 4 × 400 m Staffel
| Platz | Land                | Athleten | Zeit (min) |
| ----- | ------------------- | --- | ---------- |
| 1     | Türkei              | İlyas Çanakçı Kubilay Ençü Berke Akçam İsmail Nezir                                                                          | 3:03,46    |
| 2     | Polen               | Adam Łukomski Patryk Grzegorzewicz Daniel Sołtysiak Mateusz Rzeźniczak im Vorlauf außerdem: Krzysztof Hołub Jakub Olejniczak | 3:05,10    |
| 3     | Südafrika           | Nhlanhla Maseko Tjaart van der Walt Wernich van Rensburg Lindukuhle Gora                                                     | 3:05,17    |
| 4     | Volksrepublik China | Zhou Haowen Li Xinwang Xie Zhiyu Song Jiahui                                                                                 | 3:05,56    |
| 5     | Malaysia            | Abdul Waify Roslan Muhammad Firdaus Bin Mohamad Zemi Rusleen Zikry Putra Roseli Umar Osman                                   | 3:10,30    |
|       | Uganda              | Godfrey Chanwengo Peter Akemkwene Santos Okabo Justin Eyit im Vorlauf außerdem: Emmanuel Otim                                | DSQ        |
|       | Burundi             | Billy Carl Ingabire James Manamugabe Herve Orly Cubahiro Leandre Hamenyimana                                                 | DSQ        |

Finale: 6. August

### Hochsprung
| Platz | Athlet            | Land | Höhe (m) |
| ----- | ----------------- | ---- | -------- |
| 1     | Wladyslaw Lawskyj | UKR  | 2,25 PB  |
| 2     | Fu Chao-hsuan     | TPE  | 2,20     |
| 3     | Roman Petruk      | UKR  | 2,20     |
| 3     | Gergely Török     | HUN  | 2,20 =PB |
| 3     | Tsai Wei-chih     | TPE  | 2,20 PB  |
| 6     | Breyton Poole     | RSA  | 2,15     |
| 6     | Tejaswin Shankar  | IND  | 2,15     |
| 6     | Wang Zhen         | CHN  | 2,15     |

Finale: 3. August

### Stabhochsprung
| Platz | Athlet              | Land | Höhe (m) |
| ----- | ------------------- | ---- | -------- |
| 1     | Urho Kujanpää       | FIN  | 5,55     |
| 2     | Patsapong Amsam-ang | THA  | 5,55     |
| 3     | Koen van der Wijst  | NED  | 5,45     |
| 4     | Tomoya Karasawa     | JPN  | 5,35     |
| 5     | Romain Gavillon     | FRA  | 5,35     |
| 6     | Ivan Paravac        | CRO  | 5,35     |
| 7     | Riccardo Klotz      | AUT  | 5,35 =SB |
| 8     | Louis Pröbstle      | GER  | 5,35     |

5. August

### Weitsprung
| Platz | Athlet          | Land | Weite (m) |
| ----- | --------------- | ---- | --------- |
| 1     | Zhang Jingqiang | CHN  | 7,93 SB   |
| 2     | Wen Hua-yu      | TPE  | 7,83      |
| 3     | Lin Chia-hsing  | TPE  | 7,83      |
| 4     | Shu Heng        | CHN  | 7,82      |
| 5     | Yūto Toriumi    | JPN  | 7,74 SB   |
| 6     | Ko Ho Long      | HKG  | 7,70      |
| 7     | Nikithemba Hani | RSA  | 7,61      |
| 8     | Zane Branco     | AUS  | 7,54      |

Finale: 6. August

### Dreisprung
| Platz | Athlet         | Land | Weite (m) |
| ----- | -------------- | ---- | --------- |
| 1     | Su Wen         | CHN  | 17,01     |
| 2     | Necati Er      | TUR  | 16,83 SB  |
| 3     | Huang Huafeng  | CHN  | 16,76 SB  |
| 4     | Connor Murphy  | AUS  | 16,40     |
| 5     | Adem Boualbani | ALG  | 16,17     |
| 6     | Răzvan Grecu   | ROU  | 16,08     |
| 7     | Aiden Hinson   | AUS  | 16,04     |
| 8     | Andre Anura    | MAS  | 15,83     |

Finale: 3. August

### Kugelstoßen
| Platz | Athlet               | Land | Weite (m) |
| ----- | -------------------- | ---- | --------- |
| 1     | Konrad Bukowiecki    | POL  | 20,23 SB  |
| 2     | Szymon Mazur         | POL  | 19,20     |
| 3     | Xaver Hastenrath     | GER  | 18,69     |
| 4     | Xing Jialiang        | CHN  | 18,65     |
| 5     | Chen Chengyu         | CHN  | 18,45     |
| 6     | Gill Samardeep Singh | IND  | 17,84     |
| 7     | Lee Sung-bin         | KOR  | 17,70 PB  |
| 8     | Balázs Tóth          | HUN  | 17,39     |

Finale: 2. August

### Diskuswurf
| Platz | Athlet             | Land | Weite (m) |
| ----- | ------------------ | ---- | --------- |
| 1     | Oskar Stachnik     | POL  | 63,00 SB  |
| 2     | Kai Chang          | JAM  | 61,82 SB  |
| 3     | Oussama Khennoussi | ALG  | 61,33     |
| 4     | Alessio Mannucci   | ITA  | 61,03     |
| 5     | Michal Forejt      | CZE  | 58,84     |
| 6     | Sun Shichen        | CHN  | 58,14     |
| 7     | Giorgos Koniarakis | CYP  | 55,75     |
| 8     | Nirbhay Singh      | IND  | 53,91     |

Finale: 2. August

### Hammerwurf
| Platz | Athlet             | Land | Weite (m) |
| ----- | ------------------ | ---- | --------- |
| 1     | Wang Qi            | CHN  | 73,63     |
| 2     | Décio Andrade      | POR  | 73,43     |
| 3     | Dawid Piłat        | POL  | 72,27     |
| 4     | Hlib Piskunow      | UKR  | 72,19     |
| 5     | Mychajlo Hawryljuk | UKR  | 71,59     |
| 6     | Orestis Ntousakis  | GRE  | 70,67     |
| 7     | Gábor Czeller      | HUN  | 70,33     |
| 8     | Rúben Antunes      | POR  | 70,04     |

Finale: 4. August

### Speerwurf
| Platz | Athlet            | Land | Weite (m) |
| ----- | ----------------- | ---- | --------- |
| 1     | Edis Matusevičius | LTU  | 80,37     |
| 2     | Cyprian Mrzygłód  | POL  | 80,02     |
| 3     | Topias Laine      | FIN  | 78,42     |
| 4     | Rin Suzuki        | JPN  | 78,41 PB  |
| 5     | Yusaku Iwao       | JPN  | 74,58     |
| 6     | Quan Yukun        | CHN  | 72,78     |
| 7     | Emin Öncel        | TUR  | 72,49     |
| 8     | Vikrant Malik     | IND  | 70,81     |

Finale: 6. August

### Zehnkampf
| Platz | Athlet             | Land | Punkte  |
| ----- | ------------------ | ---- | ------- |
| 1     | Vilém Stráský      | CZE  | 7925 PB |
| 2     | Edgaras Benkunskas | LTU  | 7879    |
| 3     | Alec Diamond       | AUS  | 7812 SB |
| 4     | Chen Yesen         | CHN  | 7671 PB |
| 5     | Gjert Høie Sjursen | NOR  | 7199    |
| 6     | Pedro de Oliveira  | BRA  | 7191 SB |
| 7     | Jesse Perez        | RSA  | 6928    |
| 8     | Yaman Deep         | IND  | 6897    |

2./3. August

## Ergebnisse Frauen

### 100 m
| Platz | Athletin               | Land | Zeit (s) |
| ----- | ---------------------- | ---- | -------- |
| 1     | Patrizia van der Weken | LUX  | 11,22    |
| 2     | Viktória Forster       | SVK  | 11,34    |
| 3     | Magdalena Lindner      | AUT  | 11,44    |
| 4     | Samantha Geddes        | AUS  | 11,46 PB |
| 5     | Liang Xiaojing         | CHN  | 11,48    |
| 6     | Talea Prepens          | GER  | 11,59    |
| 7     | Monika Romaszko        | POL  | 11,61    |
| 8     | Anny de Bassi          | BRA  | 11,66    |

Finale: 2. August
Wind: +0,2 m/s

### 200 m
| Platz | Athletin             | Land | Zeit (s) |
| ----- | -------------------- | ---- | -------- |
| 1     | Nikola Horowska      | POL  | 23,00 SB |
| 2     | Marlena Granaszewska | POL  | 23,20 PB |
| 3     | Banele Shabangu      | RSA  | 23,29    |
| 4     | Talea Prepens        | GER  | 23,46    |
| 5     | Kristie Edwards      | AUS  | 23,54    |
| 6     | Magdalena Lindner    | AUT  | 23,54    |
| 7     | Louise Wieland       | GER  | 23,60    |
| 8     | Li Yuting            | CHN  | 27,63    |

Finale: 4. August
Wind: +0,6 m/s

### 400 m
| Platz | Athletin            | Land | Zeit (s) |
| ----- | ------------------- | ---- | -------- |
| 1     | Marlie Viljoen      | RSA  | 52,38    |
| 2     | Corrssia Perry      | USA  | 52,62 PB |
| 3     | Barbora Malíková    | CZE  | 52,66    |
| 4     | Aleksandra Formella | POL  | 53,01    |
| 5     | Letícia Lima        | BRA  | 53,04 PB |
| 6     | Anny de Bassi       | BRA  | 53,15 PB |
| 7     | Karolina Łozowska   | POL  | 53,18 PB |
| 8     | Angelique Strydom   | RSA  | 53,78    |

Finale: 3. August

### 800 m
| Platz | Athletin              | Land | Zeit (min) |
| ----- | --------------------- | ---- | ---------- |
| 1     | Laura Pellicoro       | ITA  | 2:04,20    |
| 2     | Knight Aciru          | UGA  | 2:04,34 SB |
| 3     | Charne Swart          | RSA  | 2:04,73    |
| 4     | Margarita Koczanowa   | POL  | 2:04,86    |
| 5     | Michaela Oosthuizen   | RSA  | 2:06,26 PB |
| 6     | Veronica Vancardo     | SUI  | 2:07,13    |
| 7     | Wu Hongjiao           | CHN  | 2:07,30    |
| 8     | Malin Ingeborg Nyfors | NOR  | 2:08,58    |

Finale: 3. August

### 1500 m
| Platz | Athletin            | Land | Zeit (min) |
| ----- | ------------------- | ---- | ---------- |
| 1     | Laura Pellicoro     | ITA  | 4:15,82    |
| 2     | Vera Hoffmann       | LUX  | 4:16,47    |
| 3     | Şilan Ayyıldız      | TUR  | 4:17,26    |
| 4     | Weronika Lizakowska | POL  | 4:17,77    |
| 5     | Saki Katagihara     | JPN  | 4:18,57    |
| 6     | Sarah Madeleine     | FRA  | 4:18,95    |
| 7     | Nele Weßel          | GER  | 4:19,55    |
| 8     | Knight Aciru        | UGA  | 4:20,22    |

Finale: 6. August

### 5000 m
| Platz | Athletin        | Land | Zeit (min)  |
| ----- | --------------- | ---- | ----------- |
| 1     | Mariana Machado | POR  | 16:02,58    |
| 2     | Xia Yuyu        | CHN  | 16:04,00    |
| 3     | Risa Yamazaki   | JPN  | 16:08,86    |
| 4     | Amalie Sæten    | NOR  | 16:08,90    |
| 5     | Ma Xiuzhen      | CHN  | 16:13,98    |
| 6     | Burcu Subatan   | TUR  | 16:19,92    |
| 7     | Leila Hadji     | FRA  | 16:22,48    |
| 8     | Derya Kunur     | TUR  | 16:32,99 PB |

Finale: 5. August

### 10.000 m
| Platz | Athletin       | Land | Zeit (min) |
| ----- | -------------- | ---- | ---------- |
| 1     | Xia Yuyu       | CHN  | 33:48,35   |
| 2     | Yayla Gönen    | TUR  | 34:05,03   |
| 3     | Fatma Karasu   | TUR  | 34:10,97   |
| 4     | Ma Xiuzhen     | CHN  | 34:30,14   |
| 5     | Risa Yamazaki  | JPN  | 34:35,96   |
| 6     | Mélanie Allier | FRA  | 34:37,50   |
| 7     | Maria Kassou   | GRE  | 34:50,65   |
| 8     | Silke Jonkman  | NED  | 35:07,58   |

Finale: 1. August

### Halbmarathon
| Platz | Athletin        | Land | Zeit    |
| ----- | --------------- | ---- | ------- |
| 1     | Hikaru Kitagawa | JPN  | 1:13:17 |
| 2     | Yayla Gönen     | TUR  | 1:13:31 |
| 3     | Fatma Karasu    | TUR  | 1:14:28 |
| 4     | Tereza Hrochová | CZE  | 1:14:48 |
| 5     | Derya Kunur     | TUR  | 1:15:15 |
| 6     | Luo Xia         | CHN  | 1:15:30 |
| 7     | Mélody Julien   | FRA  | 1:15:33 |
| 8     | Rio Einaga      | JPN  | 1:15:34 |

6. August

### Halbmarathon Teamwertung
| Platz | Land                | Athletinnen                                                                                    | Zeit (h) |
| ----- | ------------------- | ---------------------------------------------------------------------------------------------- | -------- |
| 1     | Türkei              | Yayla Gönen – 1:13:31 (2.) Fatma Karasu – 1:14:28 (3.) Derya Kunur – 1:15:15 (4.)              | 3:43:14  |
| 2     | Japan               | Hikaru Kitagawa – 1:13:17 (1.) Rio Einaga – 1:15:34 (6.) Saki Harada – 1:16:36 (9.)            | 3:45:27  |
| 3     | Volksrepublik China | Luo Xia – 1:15:30 (5.) Niu Lihua – 1:15:59 (7.) Xia Yuyu – 1:17:15 (12.)                       | 3:48:44  |
| 4     | Deutschland         | Esther Jacobitz – 1:16:28 (8.) Jasmina Stahl – 1:17:11 (11.) Sophie Kretschmer – 1:20:37 (16.) | 3:54:16  |
| 5     | Indien              | Kevate Reshma – 1:18:50 (14.) Thakor Nirmaben – 1:20:52 (17.) Rani Muchandi – 1:23:20 (18.)    | 4:03:02  |
| 6     | Südafrika           | Karabo Mailula – 1:16:37 (10.) Lesego Mpshe – 1:26:14 (20.) Tsholofelo Masigo – 1:30:14 (21.)  | 4:13:05  |

### 20 km Gehen
| Platz | Athletin          | Land | Zeit (h) |
| ----- | ----------------- | ---- | -------- |
| 1     | Meryem Bekmez     | TUR  | 1:33:53  |
| 2     | Eliška Martínková | CZE  | 1:33:58  |
| 3     | Gao Lan           | CHN  | 1:35:28  |
| 4     | Yin Lamei         | CHN  | 1:35:52  |
| 5     | Alexandrina Mihai | ITA  | 1:38:08  |
| 6     | Ayane Yanai       | JPN  | 1:38:51  |
| 7     | Priyanka Goswami  | IND  | 1:40:39  |
| 8     | Liu Roumei        | CHN  | 1:40:42  |

5. August

### 20 km Gehen Teamwertung
| Platz | Land                | Athletinnen                                                                                | Zeit (h) |
| ----- | ------------------- | ------------------------------------------------------------------------------------------ | -------- |
| 1     | Volksrepublik China | Gao Lan – 1:35:28 (1.) Yin Lamei – 1:35:52 (2.) Liu Roumei – 1:40:42 (4.)                  | 4:52:02  |
| 2     | Slowakei            | Hana Burzalova – 1:41:38 (6.) Alzbeta Ragasova – 1:41:55 (7.) Ema Hačundová – 1:42:04 (8.) | 5:05:36  |
| 3     | Indien              | Priyanka Goswami – 1:40:39 (3.) Pooja Kumawat – 1:45:30 (9.) Mansi Negi – 1:46:04 (10.)    | 5:12:13  |

### 100 m Hürden
| Platz | Athletin            | Land | Zeit (s) |
| ----- | ------------------- | ---- | -------- |
| 1     | Viktória Forster    | SVK  | 12,72 NR |
| 2     | Wu Yanni            | CHN  | 12,76 PB |
| 3     | Jyothi Yarraji      | IND  | 12,78 NR |
| 4     | Veronica Besana     | ITA  | 12,98    |
| 5     | Lin Yuwei           | CHN  | 13,03    |
| 6     | Saara Keskitalo     | FIN  | 13,32    |
| 7     | Tereza Elena Šínová | CZE  | 16,94    |
|       | Anna Tóth           | HUN  | DNF      |

Finale: 4. August
Wind: +1,0 m/s

### 400 m Hürden
| Platz | Athletin           | Land | Zeit (s) |
| ----- | ------------------ | ---- | -------- |
| 1     | Alice Muraro       | ITA  | 55,48 PB |
| 2     | Marlene Santos     | BRA  | 56,45 PB |
| 3     | Sára Mátó          | HUN  | 56,58 PB |
| 4     | Daniela Ledecká    | SVK  | 56,71 SB |
| 5     | Ami Yamamoto       | JPN  | 57,19    |
| 6     | Gezelle Magerman   | RSA  | 57,38    |
| 7     | Karin Disch        | SUI  | 57,51 PB |
| 8     | Oksana Aeschbacher | SUI  | 58,35    |

Finale: 3. August

### 3000 m Hindernis
| Platz | Athletin        | Land | Zeit (min) |
| ----- | --------------- | ---- | ---------- |
| 1     | Cara Feain-Ryan | AUS  | 9:46,02    |
| 2     | Semra Karaslan  | TUR  | 9:50,42    |
| 3     | Georgia Winkcup | AUS  | 9:51,22    |
| 4     | Sümeyye Erol    | TUR  | 9:59,37    |
| 5     | Patrycja Kapała | POL  | 9:59,93    |
| 6     | Luo Xia         | CHN  | 10:04,41   |
| 7     | Sibylle Häring  | SUI  | 10:06,13   |
| 8     | Linda Palumbo   | ITA  | 10:13,48   |

4. August

### 4 × 100 m Staffel
| Platz | Land                | Athletinnen                                                                                                  | Zeit (s) |
| ----- | ------------------- | --- | -------- |
| 1     | Volksrepublik China | Liang Xiaojing Ge Manqi Cai Yanting Li Yuting im Vorlauf außerdem: Li He                                     | 43,70    |
| 2     | Polen               | Marlena Granaszewska Monika Romaszko Paulina Paluch Nikola Horowska im Vorlauf außerdem: Weronika Bartnowska | 44,20    |
| 3     | Südafrika           | Antoinette van der Merwe Banele Shabangu Joviale Mbisha Tamzin Thomas                                        | 44,36    |
| 4     | Japan               | Manaka Miura Yuna Miura Fūka Idoabigail Yu Ishikawa                                                          | 44,66    |
| 5     | Brasilien           | Anny de Bassi Gabriela Mourão Letícia Lima Vitória Alves                                                     | 44,81    |
| 6     | Schweiz             | Selina von Jackowski Coralie Ambrosini Céline Bürgi Meret Baumgartner                                        | 44,81    |
| 7     | Chinesisch Taipeh   | Zheng Xin-ying Chang Li-ling Liu Li-lin Zhang Bo-ya                                                          | 45,14    |
|       | Indien              | Chelmi Prathyusha Bhagavathi Bhavani Sudeshna Shivankar Avantika Narale                                      | DNF      |

Finale: 6. August

### 4 × 400 m Staffel
| Platz  | Land                                                                                | Athletinnen | Zeit (min) |
| ------ | ----------------------------------------------------------------------------------- | --- | ---------- |
| 1      | Polen                                                                               | Weronika Bartnowska Karolina Łozowska Margarita Koczanowa Aleksandra Formella im Vorlauf außerdem: Natalia Wosztyl Marlena Granaszewska | 3:32,81    |
| 2      | Brasilien                                                                           | Marlene Santos Letícia Lima Giovana dos Santos Anny de Bassi                                                                            | 3:34,31    |
| 3      | Schweiz                                                                             | Noémie Salamin Veronica Vancardo Oksana Aeschbacher Karin Disch                                                                         | 3:34,57    |
| 4      | Südafrika                                                                           | Rogail Joseph Angelique Strydom Gezelle Magerman Marlie Viljoen im Vorlauf außerdem: Precious Molepo                                    | 3:35,47    |
| 5      | Volksrepublik China                                                                 | Wang Hongyan Fu Yijia Jiang Yiran Yang Hongfei                                                                                          | 3:41,07    |
| 6      | Malaysia                                                                            | Mandy Goh Li Zaimah Atifah Zainuddin Teoh Kim Chyi Chelsea Cassiopea Evali Bopulas                                                      | 3:46,33    |
|        | Algerien                                                                            | Djamila Zine Roukia Mouici Douaa Ferdi Chaima Ouanis                                                                                    | DSQ        |
| Indien | Nidhi Singh Dhivya Jayaram Simran Deep Kaur Rashdeep Kaur im Vorlauf außerdem: Neha | DSQ |            |

Finale: 6. August

### Hochsprung
| Platz | Athletin                | Land | Höhe (m) |
| ----- | ----------------------- | ---- | -------- |
| 1     | Rose Yeboah             | GHA  | 1,94 NR  |
| 2     | Elena Kulichenko        | CYP  | 1,91 =PB |
| 3     | Venla Pulkkanen         | FIN  | 1,88 PB  |
| 4     | Nadeschda Dubowizkaja   | KAZ  | 1,84     |
| 4     | Ella Junnila            | FIN  | 1,84     |
| 6     | Kristina Owtschinnikowa | KAZ  | 1,84     |
| 7     | Blessing Enatoh         | GER  | 1,80     |
| 8     | Monika Podlogar         | SLO  | 1,80     |

Finale: 6. August

### Stabhochsprung
| Platz | Athletin            | Land | Höhe (m) |
| ----- | ------------------- | ---- | -------- |
| 1     | Angelica Moser      | SUI  | 4,62 SB  |
| 2     | Chen Qiaoling       | CHN  | 4,30     |
| 2     | Albane Dordain      | FRA  | 4,30     |
| 2     | Bérénice Petit      | FRA  | 4,30 =PB |
| 5     | Marijke Wijnmaalen  | NED  | 4,10     |
| 6     | Diva Renatta Jayadi | INA  | 4,00     |
| 7     | Sathya Tamilarasan  | IND  | 3,60     |
|       | Dai Yuyi            | CHN  | NM       |
|       | Nor Sarah Adi       | MAS  | NM       |
|       | Sindhushree Ganesha | IND  | NM       |

4. August

### Weitsprung
| Platz | Athletin           | Land | Weite (m) |
| ----- | ------------------ | ---- | --------- |
| 1     | Nikola Horowska    | POL  | 6,60 PB   |
| 2     | Magdalena Bokun    | POL  | 6,41      |
| 3     | Bhagavathi Bhavani | IND  | 6,32      |
| 4     | Merle Homeier      | GER  | 6,29      |
| 5     | Guo Sijia          | CHN  | 6,24      |
| 6     | Isabel Posch       | AUT  | 6,24      |
| 7     | Lea-Jasmin Riecke  | GER  | 6,22      |
| 8     | Alyssa Lowe        | AUS  | 6,15      |

Finale: 2. August

### Dreisprung
| Platz | Athletin           | Land | Weite (m) |
| ----- | ------------------ | ---- | --------- |
| 1     | Tuğba Danışmaz     | TUR  | 14,31 NR  |
| 2     | Diana Zagainova    | LTU  | 14,02 SB  |
| 3     | Adrianna Laskowska | POL  | 13,83     |
| 4     | Karolina Młodawska | POL  | 13,59     |
| 5     | Hua Shihui         | CHN  | 13,53 PB  |
| 6     | Desleigh Owusu     | AUS  | 13,49 =PB |
| 7     | Jiang Nan          | CHN  | 13,49 PB  |
| 8     | Akari Funada       | JPN  | 13,23     |

Finale: 5. August

### Kugelstoßen
| Platz | Athletin                         | Land | Weite (m) |
| ----- | -------------------------------- | ---- | --------- |
| 1     | Song Jiayuan                     | CHN  | 18,56     |
| 2     | Eliana Bandeira                  | POR  | 17,47     |
| 3     | Lea Riedel                       | GER  | 17,32     |
| 4     | Emel Dereli                      | TUR  | 16,85 SB  |
| 5     | Miryam Mazenauer                 | SUI  | 16,78 PB  |
| 6     | Malika Nasreddinova              | UZB  | 16,78     |
| 7     | Ye Wenqi                         | CHN  | 16,70     |
| 8     | Rafaela Cristine Maciel de Sousa | BRA  | 16,33 PB  |

Finale: 1. August

### Diskuswurf
| Platz | Athletin             | Land | Weite (m) |
| ----- | -------------------- | ---- | --------- |
| 1     | Antonia Kinzel       | GER  | 59,18     |
| 2     | Yolandi Stander      | RSA  | 57,89     |
| 3     | Xie Yuchen           | CHN  | 57,62 SB  |
| 4     | Amanda Ngandu-Ntumba | FRA  | 57,36     |
| 5     | Wang Fang            | CHN  | 57,25     |
| 6     | Helena Leveelahti    | FIN  | 57,07     |
| 7     | Özlem Becerek        | TUR  | 56,51     |
| 8     | Maki Saitō           | JPN  | 54,28     |

Finale: 5. August

### Hammerwurf
| Platz | Athletin          | Land | Weite (m) |
| ----- | ----------------- | ---- | --------- |
| 1     | Li Jiangyan       | CHN  | 71,20     |
| 2     | Xu Xinying        | CHN  | 69,45     |
| 3     | Aleksandra Śmiech | POL  | 68,65     |
| 4     | Yu Ya-chien       | TPE  | 66,46     |
| 5     | Olena Chamasa     | UKR  | 64,97 SB  |
| 6     | Raika Murakami    | JPN  | 62,02     |
| 7     | Kiira Väänänen    | FIN  | 61,82     |
| 8     | Sara Forssell     | SWE  | 61,49     |

Finale: 3. August

### Speerwurf
| Platz | Athletin                  | Land | Weite (m) |
| ----- | ------------------------- | ---- | --------- |
| 1     | Eda Tuğsuz                | TUR  | 59,05     |
| 2     | Su Lingdan                | CHN  | 57,87     |
| 3     | Jana van Schalkwyk        | RSA  | 57,45 PB  |
| 4     | Esra Türkmen              | TUR  | 56,00     |
| 5     | Mckyla van der Westhuizen | RSA  | 55,83 SB  |
| 6     | Jariya Wichaidit          | THA  | 54,59     |
| 7     | Liao Yu                   | CHN  | 54,17     |
| 8     | Jana Marie Lowka          | GER  | 52,72     |

Finale: 3. August

### Siebenkampf
| Platz | Athletin               | Land | Punkte  |
| ----- | ---------------------- | ---- | ------- |
| 1     | Isabel Posch           | AUT  | 6107 PB |
| 2     | Julija Loban           | UKR  | 6063    |
| 3     | Lydia Boll             | SUI  | 5923 PB |
| 4     | Edyta Bielska          | POL  | 5865    |
| 5     | Célia Perron           | FRA  | 5862 PB |
| 6     | Chiara-Belinda Schuler | AUT  | 5788    |
| 7     | Julia Słocka           | POL  | 5713    |
| 8     | Camryn Newton-Smith    | AUS  | 5712    |

4./5. August

## Medaillenspiegel
| Medaillenspiegel | Medaillenspiegel    | Medaillenspiegel | Medaillenspiegel | Medaillenspiegel | Medaillenspiegel |
| Platz            | Land                | Gold             | Silber           | Bronze           | Gesamt           |
| ---------------- | ------------------- | ---------------- | ---------------- | ---------------- | ---------------- |
| 01               | Volksrepublik China | 10               | 8                | 7                | 25               |
| 02               | Türkei              | 8                | 7                | 3                | 18               |
| 03               | Polen               | 6                | 6                | 4                | 16               |
| 04               | Italien             | 3                | 0                | 0                | 3                |
| 05               | Japan               | 2                | 4                | 5                | 11               |
| 06               | Frankreich          | 2                | 3                | 0                | 5                |
| 07               | Südafrika           | 2                | 2                | 6                | 10               |
| 08               | Portugal            | 2                | 2                | 0                | 4                |
| 09               | Deutschland         | 2                | 1                | 2                | 5                |
| 10               | Chinesisch Taipeh   | 1                | 2                | 2                | 5                |
| 11               | Litauen             | 1                | 2                | 0                | 3                |
| 11               | Slowenien           | 1                | 2                | 0                | 3                |
| 13               | Australien          | 1                | 1                | 3                | 5                |
| 14               | Tschechien          | 1                | 1                | 1                | 3                |
| 14               | Ukraine             | 1                | 1                | 1                | 3                |
| 16               | Jamaika             | 1                | 1                | 0                | 2                |
| 16               | Luxemburg           | 1                | 1                | 0                | 2                |
| 16               | Uganda              | 1                | 1                | 0                | 2                |
| 19               | Finnland            | 1                | 0                | 2                | 3                |
| 19               | Schweiz             | 1                | 0                | 2                | 3                |
| 21               | Österreich          | 1                | 0                | 1                | 2                |
| 22               | Ghana               | 1                | 0                | 0                | 1                |
| 23               | Brasilien           | 0                | 2                | 0                | 2                |
| 23               | Thailand            | 0                | 2                | 0                | 2                |
| 25               | Algerien            | 0                | 1                | 3                | 4                |
| 26               | Zypern              | 0                | 1                | 0                | 1                |
| 26               | Vereinigte Staaten  | 0                | 1                | 0                | 1                |
| 28               | Indien              | 0                | 0                | 4                | 4                |
| 29               | Ungarn              | 0                | 0                | 2                | 2                |
| 30               | Armenien            | 0                | 0                | 1                | 1                |
| 30               | Kirgisistan         | 0                | 0                | 1                | 1                |
| 30               | Niederlande         | 0                | 0                | 1                | 1                |
| 30               | Rumänien            | 0                | 0                | 1                | 1                |
| Gesamt           | Gesamt              | 50               | 52               | 52               | 154              |